# Alathfar
Alathfar (mu Lyrae) is een ster in het sterrenbeeld Lier (Lyra).